# Javier Dorado Bielsa
Javier Dorado Bielsa   (Talavera de la Reina, 17 de febrer de 1977 - 27 de febrer de 2025) va ser un futbolista castellanomanxec, que ocupava la posició de defensa. Va ser internacional sub-21 amb la selecció espanyola.
Format al planter del Reial Madrid, va arribar a debutar amb el primer equip a la màxima categoria. Sense continuïtat a l'equip blanc, va militar a la UD Salamanca, l'Sporting de Gijón i el Rayo Vallecano, la majoria de campanyes a Segona Divisió.
El 2006 fitxa pel RCD Mallorca. Roman tres campanyes a l'equip illenc, en les quals pràcticament no va disposar de minuts. Després de dos anys retirat de l'esport professional, el 2011 va fitxar per l'Atlètic Balears, on disputaria la seva darrera temporada com a futbolista en actiu a 2a B.
L'any 2022 va ser diagnosticat de leucèmia. El 2024 va rebre una donació de medul·la de sa germana, però no va superar la malaltia i va finar el 27 de febrer de 2025, a 48 anys.